# Árszabályozás
Az árszabályozás szűkebb értelemben az állami árpolitika azon része, amely az árak alakítására, befolyásolására irányuló állami szabályozó eszközöket foglalja magában. Körébe tartoznak mindazon intézkedések, amelyekkel az állam befolyásolja az egyes árak, az árarányok és általános árszínvonal alakítását. Eszközei a tervgazdálkodásban illetve a piacgazdaságban sokfélék lehetnek. 

## A tervgazdaságban
- A tervutasításos gazdaságban a piaci verseny fogalma nem értelmezhető és tulajdonképpen minden ár hatósági ár.
- Az indirekt vállalatirányítási rendszerek, mint például Magyarországon az új gazdasági mechanizmusnak nevezett gazdaságpolitikai szakasz idején, árnyaltabb szabályozást alkalmaztak.

## A piacgazdaságban
Az árszabályozás a piacgazdaságban azt jelenti, hogy a nem tökéletesen működő piacok árait az állam befolyásolja vagy meghatározza. A piacgazdaságban az árak a piacon alakulnak ki akkor, amikor a kereslet és kínálat megegyezik. Azokon a piacokon, ahol a vevői vagy eladói oldalon jelentős erőfölény mutatkozik, és nincsen valós verseny, az árak nem feltétlenül a kölcsönösen előnyös cserék mentén alakulnak ki. Ilyenkor az árak meghatározásának módját az állam vagy állami szervek magukhoz vonhatják. A leggyakoribb erőfölényes helyzet a monopólium. Az árszabályozást ezért gyakran monopolszabályozásnak is hívják.
A piacgazdaságban az árszabályozás célja általában az, hogy egy hipotetikus versenypiac árait (a határköltséggel egyező árat) hozzanak létre. Ilyenkor a fogyasztók jóléte olyan, mintha az eladók versenyben volnának a vásárlóerejükért. Az árszabályozás lehet közvetlenül az árakra irányuló (például árplafon-szabályozás) vagy az erőfölényes cégek profitjára, és így közvetetten az árakra irányuló (például tőkemegtérülés maximálása). Magyarországon a hírközlési és pályavasúti szolgáltatások esetében az előbbi, az energetika, víz- és csatornaszolgáltatások esetében az utóbbi modell terjedt el.
Az Egyesült Államokban többször is volt már példa árszabályozásra, melyek minden alkalommal az adott árucikk hiányához vezettek, valamint az adott áru gyakran fekete piaci termékké vált. A második világháború után a kormány ársapkát vezetett be a húsokra és a tejtermékekre, mely hiányhoz vezetett. Kamala Harris 2024 augusztusában bejelentette, hogy amennyiben megválasztják, szabályozni fogja az élelmiszerek és háztartási cikkek árát.

## Története Magyarországon
Az árvizsgáló bizottságok az árszabályozásnak a háborús kivételes hatalom alapján felállított szervei voltak az első világháború alatt és után, 1917-től 1924-ig. Voltak országos és helyi árvizsgáló bizottságok. Joguk volt a közszükségleti cikkeket előállító helyiségekben szemlét tartani, a könyvekbe és írásokba betekinteni. Fontos működésű körük volt az ú. n. tájékoztató árak megállapítása, amely áraknak az árdrágító visszaélések üldözésénél volt jelentőségük.  

## A jelenlegi magyar szabályozás
Magyarországon az árszabályozás fő eszköze az Árak megállapításáról szóló törvény, amelyet azonban a legtöbb stratégiailag fontos iparágban nem, vagy csak részben alkalmaznak, mert az uralkodó európai (és amerikai) szabályozási gyakorlattal szemben az ármegállapítás jogát a miniszterhez, nem pedig a politikától független, kvázi-autonóm árszabályozó hivatalokhoz (Nemzeti Hírközlési Hatóság, Magyar Energia Hivatal, Magyar Vasúti Hivatal) telepíti.